# Flossie Wong-Staal
Pour les articles homonymes, voir Flossie, Wong et Staal.
Flossie Wong-Staal (黃以靜 en pinyin : Huáng Yǐ jìng, 27 août 1946 à Canton (Chine) - 8 juillet 2020 à La Jolla (Californie)), née Yee Ching Wong, est une virologue et biologiste moléculaire sino-américaine. 
Elle est la première scientifique à cloner le VIH et à déterminer la fonction de ces gènes, une étape majeure pour prouver que le VIH est la cause du SIDA. Elle préside de 1990 à 2002 la Florence Riford Chair in AIDS Research à l'université de Californie à San Diego (UCSD). Après avoir quitté l'UCSD, elle devient la cofondatrice et la directrice scientifique d'Immusol, renommé iTherX Pharmaceuticals en 2007 quand l'entreprise commence à développer des médicaments centrés sur l'hépatite C.

## Biographie
Flossie Wong-Staal naît en Chine, le 27 août 1946, et part à Hong Kong avec sa famille en 1952. Alors qu'elle suit les cours dans une école catholique de Hong Kong, les sœurs demandent à son père de lui choisir un nom anglais. Elle choisit le prénom de Flossie à cause du typhon du même nom qui avait frappé Hong Kong la semaine précédente.
Flossie Wong-Staal est la première femme de sa famille à faire des études. Elle part à l'Université de Californie à Los Angeles (UCLA) où elle reçoit en 1968 un bachelor en bactériologie, avec mention cum laude. Flossie Wong-Staal reste à l'UCLA pour son doctorat en biologie moléculaire qu'elle obtient en 1972.

### Carrière
En 1972, Flossie Wong-Staal entame des recherches postdoctorales à l'UCSD. Ce travail continue jusqu'en 1974 quand elle le quitte pour travailler avec Robert Gallo à l'Institut national du cancer (NCI). Elle commence alors des recherches sur les rétrovirus.
En 1983, Flossie Wong-Staal travaille avec Gallo sur le virus responsable du SIDA. Robert Gallo clamera avoir découvert le VIH mais sera reconnu coupable de fraude scientifique, la paternité de la découverte revenant à Françoise Barré-Sinoussi et Luc Montagnier. Deux ans plus tard, Wong-Staal clone le VIH et décrypte le génome du virus.
En 1990, Flossie Wong-Staal part à l'UCSD. Elle y continue ses recherches sur le VIH et sur le SIDA. En 1994, elle est nommée directrice du nouveau centre de recherche sur le SIDA de l'UCSD. Elle est élue la même année à l’Institute of Medicine of the U.S. National Academies.
Dans les années 1990, elle concentre sa recherche sur la thérapie génique en utilisant le ribozyme pour lutter contre le VIH dans les cellules souches. Le protocole qu'elle développe est le second à être financé par le gouvernement américain.  
Flossie Wong-Staal prend sa retraite de l'UCSD en 2002 et est maintenant professeur émérite de cette université. Elle rejoint alors Immusol, une entreprise biopharmaceutique qu'elle cofonde, en tant que directrice scientifique.  Reconnaissant le besoin d'améliorer les médicaments pour lutter contre l'hépatite C, elle concentre la recherche d'Immusol dans cette direction et renomme l'entreprise iTherX Pharmaceuticals pour marquer ce changement. La même année, Discover nomme Wong-Staal une des 50 femmes scientifique les plus marquantes.
En 2007, The Daily Telegraph déclare Flossie Wong-Staal numéro 32 des 100 plus grands génies vivants.
En 2019, elle est inscrite au National Women's Hall of Fame.
Elle meurt le 8 juillet 2020 à San Diego à l'âge de 73 ans, d'une pneumonie,.

### Articles de presse
- (en-US) « Science Superstar », National Geographic,‎ juin 1993, p. 25–27
- (en-US) « Intimate Enemies », Discover,‎ décembre 1991, p. 16–17
- (en-US) Cheryl Clark, « Researcher Stays Hot on the Trail of Deadly Virus », The San Diego Union-Tribune,‎ novembre 1992, p. C–1
- (en-US) « Science Leaders: Researchers to Watch in the Next Decade », The Scientist,‎ 28 mai 1990, p. 18–24